# 鳳珠郡

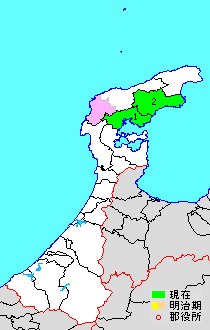
石川県鳳珠郡の範囲（1.穴水町 2.能登町 緑・桃：発足時の郡域）

鳳珠郡（ほうすぐん）は、石川県の郡。2005年、鳳至郡（ふげしぐん）と珠洲郡（すずぐん）の統合により誕生した。
人口20,012人、面積456.48km²、人口密度43.8人/km²。（2025年4月1日、推計人口）
以下の2町を含む。
- 穴水町（あなみずまち）
- 能登町（のとちょう）

## 概要
2郡にまたがる市町村合併により2005年に新設された郡。能登町の発足によって鳳至郡・珠洲郡の境界が消滅することから、これまでの2郡の全域を一括した新たな郡として新設された。鳳至郡の残部2町も同時に本郡の所属となった。
本郡の新設以前から両郡で共同開催する行事などが存在し、その際に二つの地域を総称する呼び名として「鳳珠」が使用されており、地元では違和感なく受け入れられる名称であった。例えば、石川県民体育大会の予選大会になっていた「鳳至郡珠洲郡共同体育大会」は「鳳珠郡体」と呼ばれていた。

## 歴史
- 平成17年（2005年）3月1日
  - 鳳至郡能都町・柳田村・珠洲郡内浦町が合併して能登町が発足。
  - 鳳至郡・珠洲郡を再編し、能登町及び鳳至郡穴水町・門前町の区域をもって鳳珠郡を新設。（3町）
- 平成18年（2006年）2月1日 - 門前町が輪島市と合併し、改めて輪島市が発足、郡より離脱。（2町）